# Chlorotettix delicatus
Chlorotettix delicatus är en insektsart som beskrevs av Henry Fairfield Osborn 1923. Chlorotettix delicatus ingår i släktet Chlorotettix och familjen dvärgstritar. Inga underarter finns listade i Catalogue of Life.